# آیرینی (داکوتای جنوبی)
آیرینی(به انگلیسی: Irene) شهری در ایالت داکوتای جنوبی کشور ایالات متحده آمریکا است که جمعیت آن در سرشماری سال ۲۰۱۰ میلادی، ۴۲۰ نفر بوده‌است.